# Ундецимаккорд
Ундецимаккорд — это аккорд, состоящий из шести звуков, расположенных по терциям. Крайние звуки аккорда составляют интервал «ундецима». Можно сказать, что ундецимаккорд образуется путём добавления терции сверху к нонаккорду (или путём добавления двух терций к септаккорду). Строится ундецимаккорд обычно на V ступени.
Ундецимаккорд, по терминологии генерал-баса шеститонный аккорд, построенный из пяти терций.